# Svanskogs socken
Svanskogs socken i Värmland och Dalsland ingick i Gillbergs härad , ingår sedan 1971 i Säffle kommun och motsvarar från 2016 Svanskogs distrikt.
Socknens areal är 133,81 kvadratkilometer varav 113,81 land. År 2000 fanns här 1 120 invånare. Tätorten Svaneholm samt sockenkyrkan Svanskogs kyrka ligger i socknen.   

## Administrativ historik
Socknen har medeltida ursprung. 1540 införlivades Ämmeskogs socken som ligger i Dalsland och därefter kallas Dalboredden. Delar av det området överfördes 1815 till Silleruds socken och återstoden överfördes 1890 från Älvsborgs län till Värmlands län.
Vid kommunreformen 1862 övergick socknens ansvar för de kyrkliga frågorna till Svanskogs församling och för de borgerliga frågorna bildades Svanskogs landskommun. Landskommunen utökades 1952 och uppgick 1971 i Säffle kommun.
1 januari 2016 inrättades distriktet Svanskog, med samma omfattning som församlingen hade 1999/2000.  
Socknen har tillhört län, fögderier, tingslag och domsagor enligt vad som beskrivs i artikeln Gillbergs härad. De indelta soldaterna tillhörde Värmlands regemente, Gillbergs kompanier och Västgöta-Dals regemente, Tössbo kompani.

## Geografi
Svanskogs socken ligger nordväst om Åmål och Säffle kring sjöarna Väster-Svan, Mellan-Svan och Öster-Svan med sjön Ömmeln i söder och Ämmeskogssjön i väster. Socknen är en starkt kuperad skogsbygd med höjder som i Gaterudsfjällen i väster når 276 meter över havet. Järnvägslinjen Årjäng-Åmål går genom socknen och den 2 december 1928 öppnades där  järnvägsstationen Värmlands Ödebyn. Den lades ned den 10 juni 1965.

## Fornlämningar
Från stenåldern finns sex hällkistor. Från bronsåldern finns spridda gravrösen. Från järnåldern finns några gravfält.

## Namnet
Namnet skrevs 1503 Swanskog och betyder 'Skogsbygden kring Svan-sjöarna', där namnet på Svanjöarna kommer från förekomst av svan.

## Personer med anknytning till Svanskog
- John Brynteson, kallad Guldkungen, på sin tid en av Europas rikaste män.
- Oscar F. Mossberg, född 1 september 1866, grundade 1919 vapenfabriken O.F. Mossberg & Sons i Massachusetts.

## Befolkningsutveckling
| Befolkningsutvecklingen i Svanskogs socken 1750–1990                                                     | Befolkningsutvecklingen i Svanskogs socken 1750–1990 | Befolkningsutvecklingen i Svanskogs socken 1750–1990 | Befolkningsutvecklingen i Svanskogs socken 1750–1990 | Befolkningsutvecklingen i Svanskogs socken 1750–1990 |
| --- | ---------------------------------------------------- | ---------------------------------------------------- | ---------------------------------------------------- | ---------------------------------------------------- |
| |                                                      |                                                      |                                                      |                                                      |
| År |                                                      |                                                      | Folkmängd                                            |                                                      |
| 1750 | 1750                                                 |                                                      | 1 129                                                |                                                      |
| 1760 | 1760                                                 |                                                      | 1 148                                                |                                                      |
| 1769 | 1769                                                 |                                                      | 1 327                                                |                                                      |
| 1780 | 1780                                                 |                                                      | 1 218                                                |                                                      |
| 1790 | 1790                                                 |                                                      | 1 316                                                |                                                      |
| 1810 | 1810                                                 |                                                      | 1 425                                                |                                                      |
| 1820 | 1820                                                 |                                                      | 1 436                                                |                                                      |
| 1830 | 1830                                                 |                                                      | 1 835                                                |                                                      |
| 1840 | 1840                                                 |                                                      | 2 154                                                |                                                      |
| 1850 | 1850                                                 |                                                      | 2 253                                                |                                                      |
| 1860 | 1860                                                 |                                                      | 2 357                                                |                                                      |
| 1870 | 1870                                                 |                                                      | 2 490                                                |                                                      |
| 1880 | 1880                                                 |                                                      | 2 393                                                |                                                      |
| 1890 | 1890                                                 |                                                      | 1 982                                                |                                                      |
| 1900 | 1900                                                 |                                                      | 1 743                                                |                                                      |
| 1910 | 1910                                                 |                                                      | 1 550                                                |                                                      |
| 1920 | 1920                                                 |                                                      | 1 440                                                |                                                      |
| 1930 | 1930                                                 |                                                      | 1 532                                                |                                                      |
| 1940 | 1940                                                 |                                                      | 1 528                                                |                                                      |
| 1950 | 1950                                                 |                                                      | 1 597                                                |                                                      |
| 1960 | 1960                                                 |                                                      | 1 717                                                |                                                      |
| 1970 | 1970                                                 |                                                      | 1 616                                                |                                                      |
| 1980 | 1980                                                 |                                                      | 1 439                                                |                                                      |
| 1990 | 1990                                                 |                                                      | 1 264                                                |                                                      |
| Anm: Källor: Umeå universitet - Tabellverket 1749-1859, Demografiska databasen, CEDAR, Umeå universitet. |                                                      |                                                      |                                                      |                                                      |